# Кулахмет, Турсынбай Мулдаахмедулы
Турсынбай Мулдаахмедулы Кулахмет (каз. Тұрсынбай Құлахмет; род. 27 января 1994, Кызылорда, Казахстан) — казахстанский боксёр-профессионал, выступающий в первой средней и в средней весовых категориях. Бронзовый призёр чемпионата мира (2019) и чемпион Азии среди взрослых (2019) и молодёжи (2013) в среднем весе (до 75 кг), многократный победитель и призёр турниров международного значения в любителях.
Среди профессионалов чемпион по версии WBC International (2020—2021) в 1-м среднем весе

## Любительская карьера
Турсынбай Кулахмет в любительском боксе выступал с 2012 по 2020 годы в средней весовой категории.
В апреле 2019 года стал чемпионом континента на чемпионате Азии в Бангкоке (Таиланд), в финале переиграв индийского боксёра Ашиша Кумара.
В сентябре 2019 года на чемпионате мира в Екатеринбурге (Россия) Турсынбай дошёл до полуфинала, в котором уступил филиппинскому боксёру Эумиру Марсьялю, тем самым завоевал бронзовую медаль.

## Профессиональная карьера
23 августа 2020 года начал профессиональную карьеру в Алма-Атае (Казахстан) досрочно победив, заставив сняться после 4-го раунда (счёт: 40-36 — трижды) опытного соотечественника Сагадата Рахманкулова (6-1, 4 КО) — после чего соперник задумался о жизни вне бокса.
В конце октября 2020 года вошёл в топ-10 лучших азиатских проспектов по версии сайта Asianboxing.info.
11 ноября 2020 года во втором своём профессиональном бою, в Южном Киркби (Великобритания) единогласным решением судей (счёт: 99-89 — трижды) победил опытного небитого британца Маколея Макгована (14-0-1, 3 KO), и завоевал вакантный титул чемпиона по версии WBC International в 1-м среднем весе.
3 апреля 2021 года в Дубае (ОАЭ) досрочно нокаутом в 1-м же раунде победил опытного небитого венесуэльца Эбера Рондона (20-0, 13 KO), и защитил титул чемпиона по версии WBC International (1-я защита Кулахмета) в 1-м среднем весе.

## Статистика профессиональных боёв
В таблице перечислены результаты всех поединков боксёров.
В каждой строке указан результат поединка. Дополнительно номер поединка обозначен цветом, который обозначает итог поединка. Расшифровка обозначений и цветов представлена в нижеследующей таблице.
| Пример | Расшифровка                     |
| ------ | ------------------------------- |
|        | Победа                          |
|        | Ничья                           |
|        | Поражение                       |
|        | Планируемый поединок            |
|        | Поединок признан несостоявшимся |
| КО     | Нокаут                          |
| ТКО    | Технический нокаут              |
| PTS    | Решение судей (по очкам)        |
| UD     | Единогласное решение судей      |
| MD     | Решение большинства судей       |
| SD     | Раздельное решение судей        |
| RTD    | Отказ от продолжения боя        |
| DQ     | Дисквалификация                 |
| NC     | Поединок признан несостоявшимся |

| 5 поединков, 4 победы (3 нокаутом), 1 поражение. | 5 поединков, 4 победы (3 нокаутом), 1 поражение. | 5 поединков, 4 победы (3 нокаутом), 1 поражение. | 5 поединков, 4 победы (3 нокаутом), 1 поражение. | 5 поединков, 4 победы (3 нокаутом), 1 поражение.                                   | 5 поединков, 4 победы (3 нокаутом), 1 поражение. | 5 поединков, 4 победы (3 нокаутом), 1 поражение.                                                        | 5 поединков, 4 победы (3 нокаутом), 1 поражение. |
| Бой                                              | Рекорд                                           | Дата боя                                         | Соперник                                         | Место проведения боя                                                               | Раундов, время                                   | Дополнительно                                                                                           |                                                  |
| ------------------------------------------------ | ------------------------------------------------ | ------------------------------------------------ | ------------------------------------------------ | ---------------------------------------------------------------------------------- | ------------------------------------------------ | --- | ------------------------------------------------ |
| 5                                                | 4-1                                              | 29 октября 2021                                  | Хуан Карлос Абреу (23-6-1)                       | Йорк-холл, Бетнал-Грин, Лондон, Великобритания                                     | KO 7 (10)                                        | Бой за титул чемпиона по версии WBC International (2-я защита Кулахмета) в 1-м среднем весе.            |                                                  |
| 4                                                | 4-0                                              | 10 июля 2021                                     | Алексей Евченко (19-14-2)                        | Дворец спорта и культуры имени Балуана Шолака, Алма-Ата, Казахстан                 | TKO 10 (10), 1:57                                | |                                                  |
| 3                                                | 3-0                                              | 3 апреля 2021                                    | Эбер Рондон (20-0)                               | Caesars Palace Dubai, Дубай, ОАЭ                                                   | KO 1 (10), 1:12                                  | Защитил титул чемпиона по версии WBC International (1-я защита Кулахмета) в 1-м среднем весе.           |                                                  |
| 2                                                | 2-0                                              | 11 ноября 2020                                   | Маколей Макгован (14-0-1)                        | Production Park Studios, Южный Киркби, Сити-оф-Уэйкфилд, Йоркшир, Великобритания   | UD 10 (10)                                       | Счёт: 99-89 (трижды). Завоевал вакантный титул чемпиона по версии WBC International в 1-м среднем весе. |                                                  |
| 1                                                | 1-0                                              | 23 августа 2020                                  | Сагадат Рахманкулов (6-1)                        | Казахская академия транспорта и коммуникаций им. М.Тынышпаева, Алма-Ата, Казахстан | RTD 4 (8), 3:00                                  | Счёт: 40-36 (трижды). Профессиональный дебют в 1-м среднем весе.                                        |                                                  |
| Бой                                              | Рекорд                                           | Дата боя                                         | Соперник                                         | Место проведения боя                                                               | Раундов, время                                   | Дополнительно                                                                                           |                                                  |